# Lythrypnus elasson
Lythrypnus elasson är en fiskart som beskrevs av Böhlke och Robins, 1960. Lythrypnus elasson ingår i släktet Lythrypnus och familjen smörbultsfiskar. Inga underarter finns listade i Catalogue of Life.